# Gessi Triassici

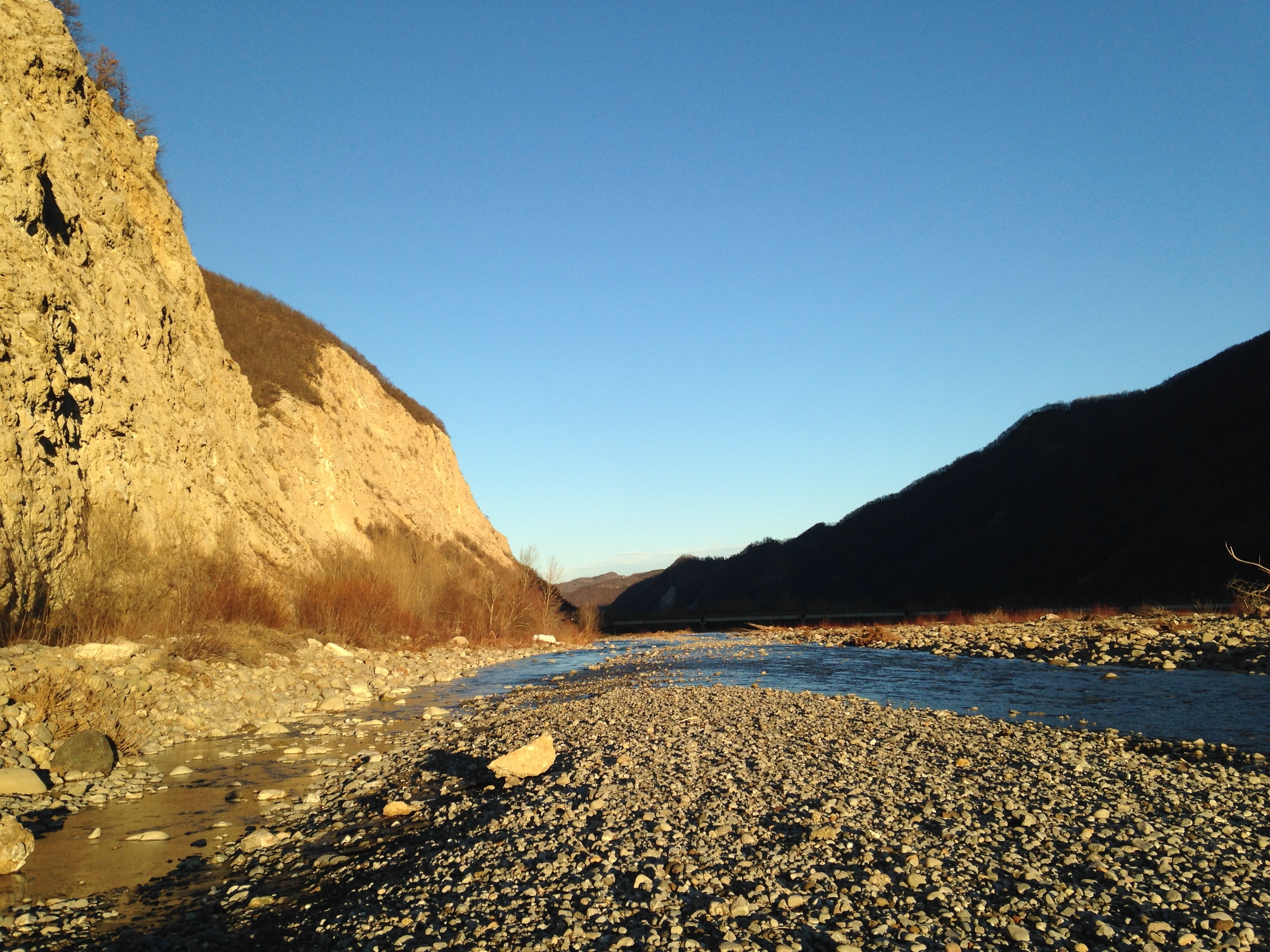
Tramonto sul Fiume Secchia e sul Monte Rosso nell'area dei gessi triassici.

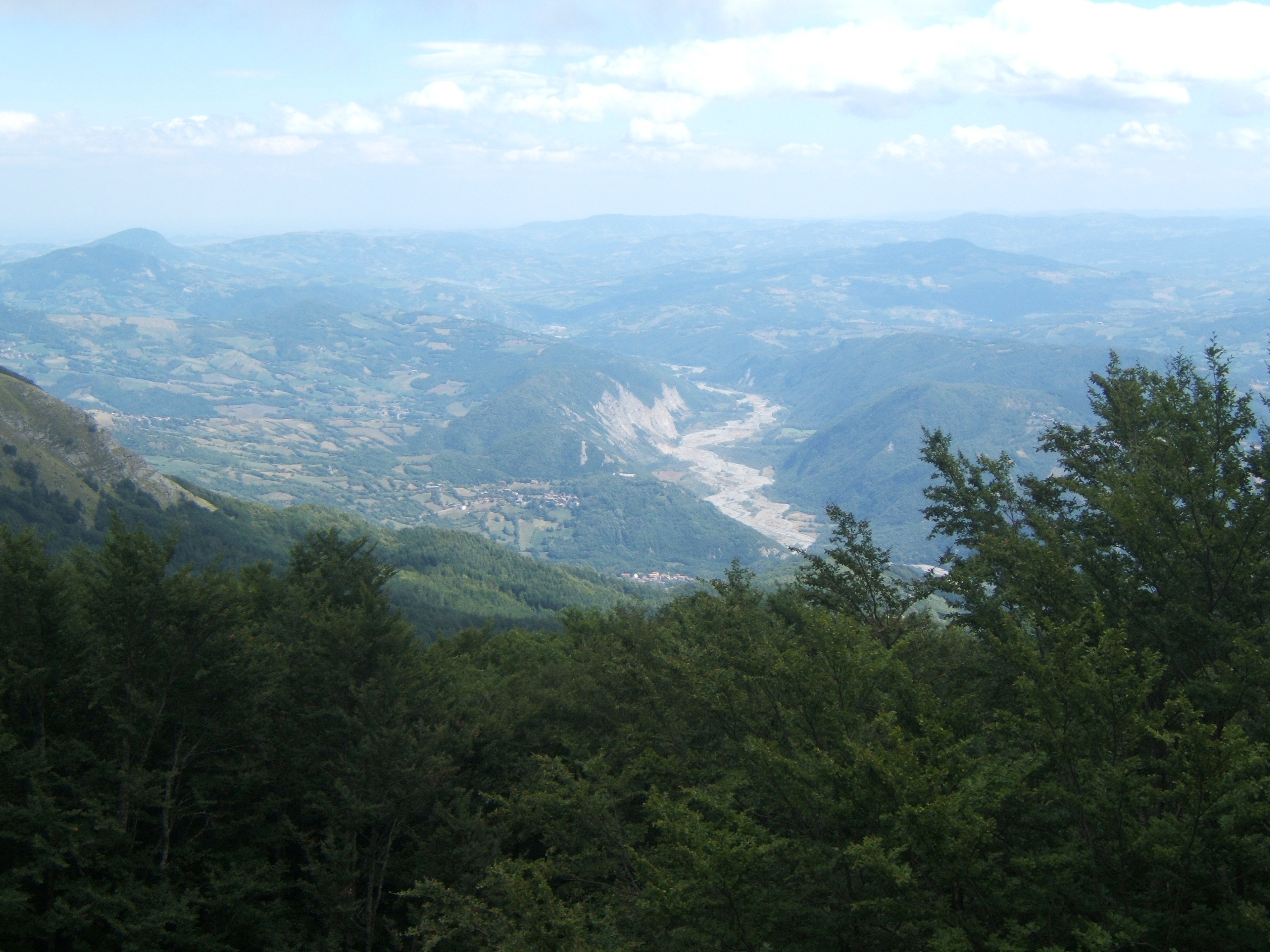
Panorama sulla valle del Secchia e i Gessi Triassici dal Monte Ventasso.

L'area dei Gessi Triassici, patrimonio UNESCO dal 20 settembre 2023come parte del sito Carsismo nelle Evaporiti e Grotte dell’Appennino Settentrionale che comprende anche luoghi nelle province di Modena, Bologna, Ravenna e Rimini, si estende per circa 10 km lungo l'alta valle del fiume Secchia tra i comuni di Castelnovo ne' Monti e Villa Minozzo (provincia di Reggio Emilia). È caratterizzata dalla presenza di antiche formazioni di gesso risalenti al periodo triassico (circa 200 milioni di anni fa) che il fiume ha scavato nei secoli, dando luogo a ripidi versanti della valle di un caratteristico colore bianco.
La zona è sito di interesse comunitario (IT4030009) che copre un'area di quasi 2000 ettari, di cui circa un terzo nel Parco Nazionale dell'Appennino Tosco-Emiliano.

## Descrizione
L'origine dei gessi risale al periodo del Triassico superiore, ed è dovuta alla precipitazione e accumulo di sali presso ambienti di laguna marina in seguito a prolungate fasi di fortissime evaporazioni in periodi caldi, da cui il nome di evaporiti. Le pareti dei gessi sono caratterizzate da inclusioni di cristalli altri tipi rocce, quali dolomie scure e calcari.
A causa dell'elevata solubilità della roccia gessosa, sono diffusi fenomeni carsici superficiali (doline, forre ed altre forme di erosione) e sotterranei (grotte, inghiottitoi e risorgenti). In questa zona si trovano le Fonti di Poiano, le maggiori sorgenti carsiche dell'Emilia-Romagna, caratterizzate da un'acqua con concentrazione di cloruro di sodio di circa 5gr/l e di solfato di calcio di circa 2.5 gr/l , che origina dallo scioglimento di depositi di sale presenti in profondità e gesso anche superficiale.